# Stużno-Kolonia
Stużno-Kolonia – wieś w Polsce położona w województwie łódzkim, w powiecie opoczyńskim, w gminie Opoczno.
W latach 1975–1998 miejscowość administracyjnie należała do województwa piotrkowskiego.
Sąsiadujące miejscowości: Sielec i Kuraszków (woj. łódzkie), Gościniec (woj. mazowieckie), Kamienna Wola (woj. świętokrzyskie).
Wierni kościoła rzymskokatolickiego należą do parafii św. Doroty w Petrykozach.